# Градачац
Града́чац (босн. , хорв. и серб. Gradačac / Градачац) — город, центр одноимённой общины в Боснии и Герцеговине. Один из известнейших торговых центров Боснии и Герцеговины: известен выращиваемыми там сливами.

## География
Располагается на высоте 129 м на реке Градашница, между горами Маевица и Требава. Рядом располагаются озёра Хазна и Видара.

## История
Первое упоминание Градачацкой жупании относится к 1302 году, а первое упоминание города — к 1465 году (как Грачац). В 1512 году город был присоединён к Османской империи, в 1533 году была впервые упомянута одноимённая нахия, а в 1634 году — кадилук. В 1701 году поселение стало паланкой (городом), в 1710 году там разместили штаб-квартиру капитанов. Капитаны семьи Градашчевичей управляли городом, самым известным был Хусейн-капитан, прозванный «Драконом из Боснии» (босн. Zmaj od Bosne), который возглавил восстание 1831 года.
Город был крепостью с 18-метровыми стенами, строившимися с 1765 по 1821 годы, а также сторожевой башней высотой 22 метра, построенной Хусейном-капитаном на месте ранее стоявшей римской башни. В 1826 году в городе была воздвигнута мечеть.
В составе Югославии город был частью Врбасской бановины, а затем и Хорватской бановины. После Второй мировой войны стал центром одноимённой общины. В годы Боснийской войны был серьёзно разрушен: обстреливался сербами, которые пытались соединить две части Республики Сербской, поскольку располагался на узкой территории, которая и была мостом между частями самопровозглашённого государства. После войны вошёл в Тузланский кантон.

## Экономика
В городе развита текстильная, химическая, машиностроительная и пищевая промышленность. В окрестностях города выращиваются известные на всю Боснию сливы: ежегодно в городе проводится международная ярмарка.

## Население
По оценке на 2013 год, население города составляет 13474 человека.
| Градачац     |                |                |                |
| Год переписи | 1991           | 1981           | 1971           |
| Бошняки      | 9454 (73,46 %) | 7758 (72,76 %) | 6121 (80,47 %) |
| Сербы        | 1348 (10,47 %) | 980 (9,19 %)   | 730 (9,59 %)   |
| Хорваты      | 681 (5,29 %)   | 563 (5,28 %)   | 452 (5,94 %)   |
| Югославы     | 1023 (7,94 %)  | 1231 (11,54 %) | 207 (2,72 %)   |
| Прочие       | 362 (2,81 %)   | 129 (1,21 %)   | 96 (1,26 %)    |
| Итого        | 12868          | 10661          | 7606           |

## Достопримечательности
Город известен своими целебными источниками: медицинский центр «Илиджа», организующий подобную терапию, был открыт в 1882 году. Температура воды — 29,3 °C. Рядом располагаются озёра Хазна и Видара. Главная достопримечательность города — Градачацкий замок.

## Образование
В городе и муниципалитете есть две средние школы, семь начальных и 14 региональных.

## Спорт
В городе базируются футбольный клуб «Звезда», гандбольный «Градачац» и волейбольный «Кула-Градачац».

## Известные уроженцы
- Стеван Дедиер[англ.], физик
- Хусейн Градашчевич, военачальник
- Ахмед Мурадбегович[англ.], писатель
- Мустафа Имамович[англ.], историк
- Мина Имширович, писатель
- Дарио Дамьянович, футболист

## Города-побратимы
- Сивас

## Галерея

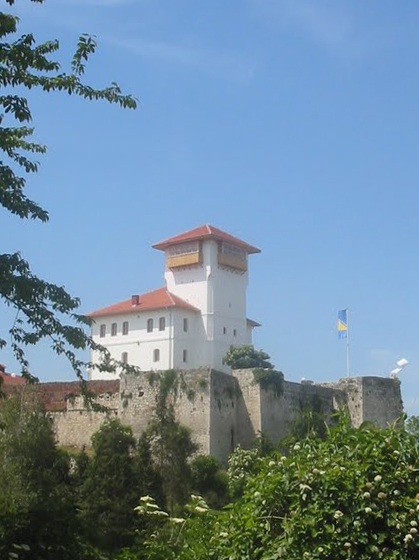
Градачацкий замок
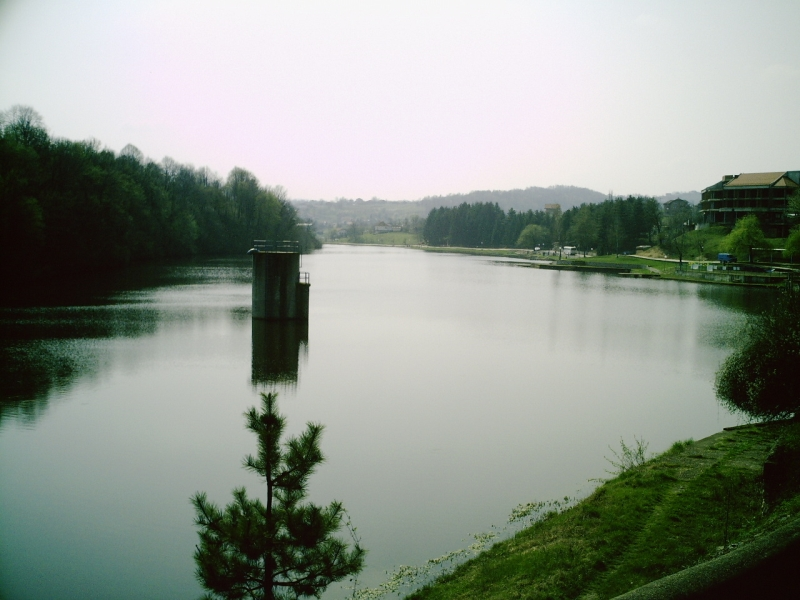
Озеро Хазна
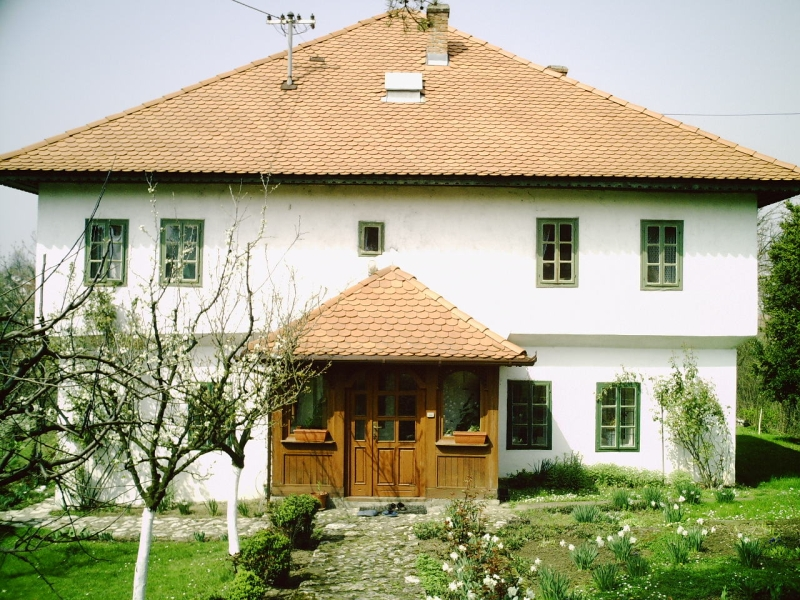
Дом, где родился Хусейн Градашчевич
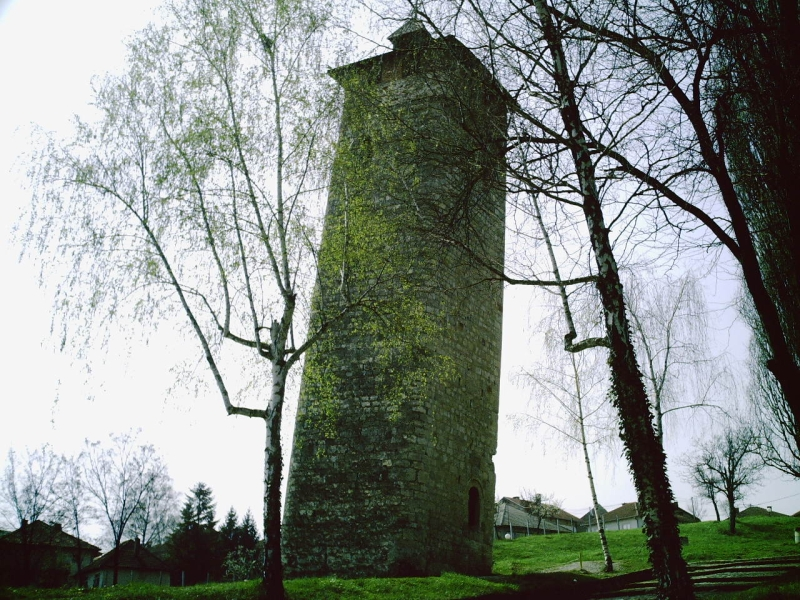
Старая башня с часами